# Kreis Rastenburg

Der Kreis Rastenburg in den Grenzen von 1819 bis 1945

Der Kreis Rastenburg war ein Landkreis in Ostpreußen und bestand von 1818 bis 1945. Seine Kreisstadt war die Stadt Rastenburg. Bereits von 1752 bis 1818 hatte es in Ostpreußen einen Kreis Rastenburg gegeben, der allerdings ein deutlich größeres Gebiet umfasste.

## Geschichte

### Königreich Preußen

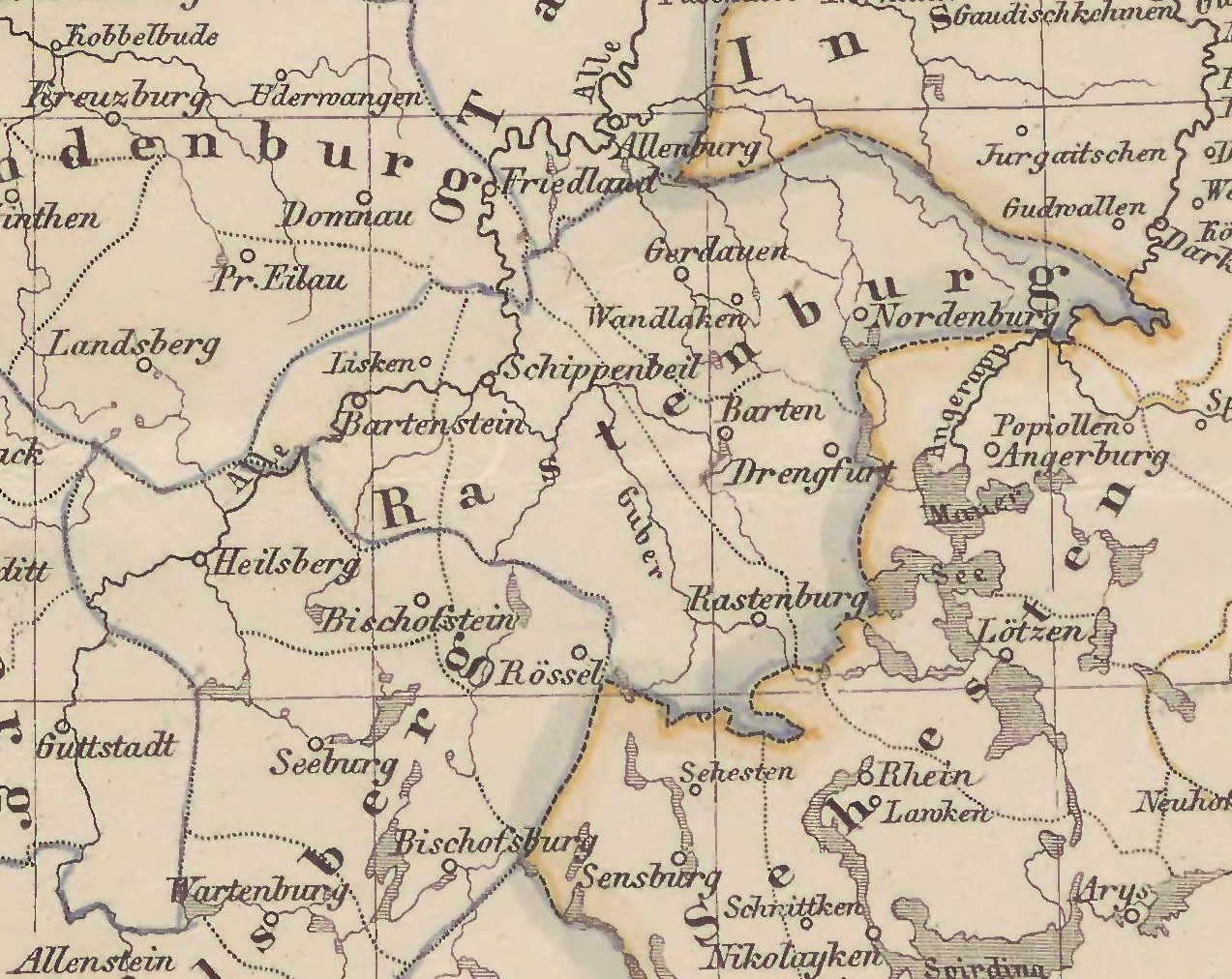
Der Kreis Rastenburg in den Grenzen von 1752 bis 1818

1752 führte Preußen eine Kreisreform durch, bei der aus den Hauptämtern Bartenstein, Rastenburg, Barten sowie dem Erbamt Gerdauen der landrätliche Kreis Rastenburg gebildet wurde und eine Fläche von ca. 2340 km² umfasste.
Im Rahmen der preußischen Verwaltungsreformen ergab sich mit der „Verordnung wegen verbesserter Einrichtung der Provinzialbehörden“ vom 30. April 1815 die Notwendigkeit einer umfassenden Kreisreform in ganz Ostpreußen, da sich die 1752 eingerichteten Kreise als unzweckmäßig und zu groß erwiesen hatten. Zum 1. Februar 1818 wurde im Regierungsbezirk Königsberg der preußischen Provinz Ostpreußen ein wesentlich kleinerer Kreis Rastenburg geschaffen.

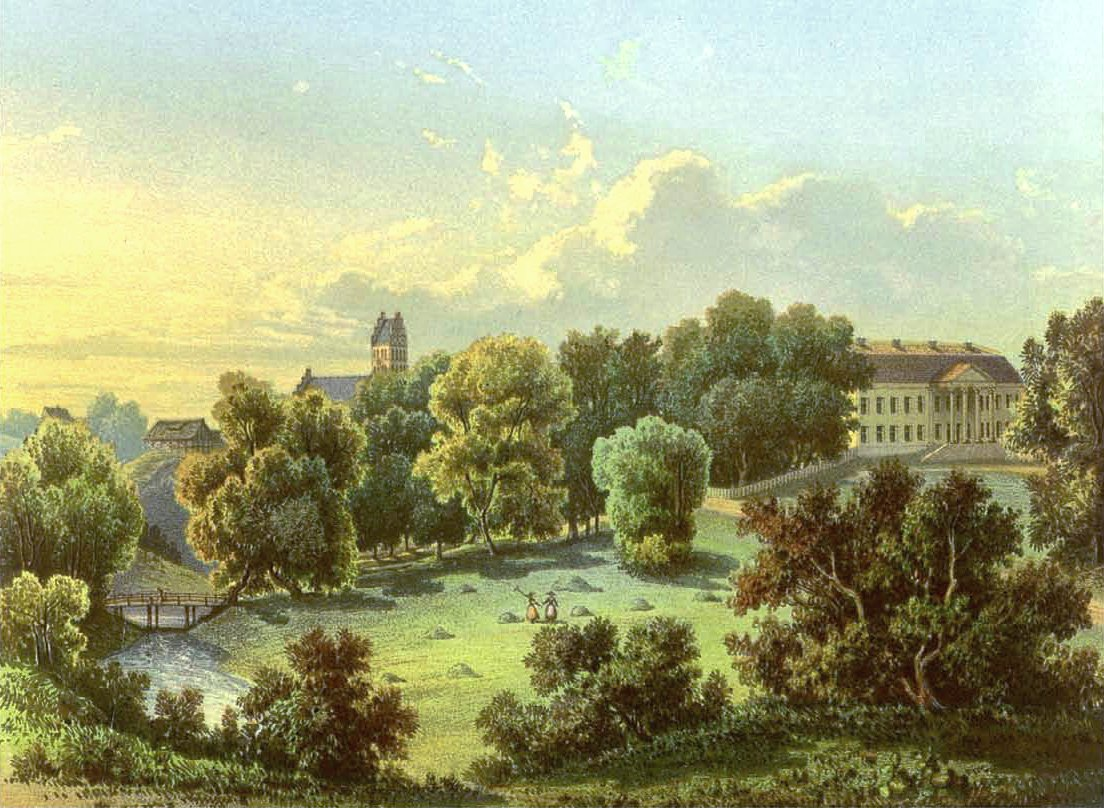
Schloss Langheim um 1860, Sammlung Alexander Duncker

Dieser umfasste zunächst die Kirchspiele Bartenstein, Bäslack, Falkenau, Gallingen, Groß Schwansfeld, Gudnick, Lamgarben, Langheim, Leunenburg, Paaris, Rastenburg, Schönfließ-Tolksdorf, Schwarzstein und Wenden.
Am 1. April 1819 wurden die Kreisgrenzen noch einmal korrigiert. Die Kirchspiele Barten, Drengfurth und Groß Wolfsdorf wechselten aus dem neuen Kreis Gerdauen in den Kreis Rastenburg und die Kirchspiele Bartenstein, Falkenau, Gallingen und Groß Schwansfeld wechselten aus dem Kreis Rastenburg in den neuen Kreis Friedland. Das Landratsamt war in Rastenburg.
Seit dem 3. Dezember 1829 gehörte der Kreis – nach dem Zusammenschluss der bisherigen Provinzen Preußen und Westpreußen – zur neuen Provinz Preußen mit dem Sitz in Königsberg i. Pr.

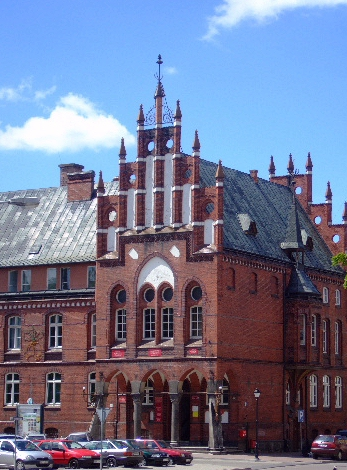
Ehemaliges Landratsamt in Rastenburg, heute Verwaltungssitz von Landkreis und Landgemeinde

### Norddeutscher Bund und Deutsches Reich
Seit dem 1. Juli 1867 gehörte der Kreis zum Norddeutschen Bund und ab dem 1. Januar 1871 zum Deutschen Reich. Nach der Teilung der Provinz Preußen in die neuen Provinzen Ostpreußen und Westpreußen wurde der Kreis Rastenburg am 1. April 1878 Bestandteil Ostpreußens.
Zum 30. September 1928 fand im Kreis Rastenburg entsprechend der Entwicklung im übrigen Preußen eine Gebietsreform statt, bei der alle Gutsbezirke aufgelöst und benachbarten Landgemeinden zugeteilt wurden. Um 1933 hatte der Kreis Rastenburg bei einer Gesamtfläche von 871 Quadratkilometern rund 52.360 Einwohner. Zum 1. Oktober 1938 wurde die Gemeinde Sawadden bzw. Schwaden aus dem Kreis Rastenburg in die Gemeinde Paßlack des Kreises Bartenstein eingegliedert.
Ab September 1940 wurde unweit von Rastenburg im Görlitzer Forst nahe dem kleinen Ort Görlitz unter höchster Geheimhaltung das Führerhauptquartier Wolfsschanze, während der Vorbereitung des Krieges im Osten, angelegt. Etwa 13 km nordöstlich befand sich in Mauerwald (Mamerki) am Mauersee das Oberkommando des Heeres.
Gegen Ende des Zweiten Weltkriegs wurde das Kreisgebiet im Januar 1945 von der Roten Armee besetzt. Im Sommer 1945 wurde der Kreis Rastenburg von der sowjetischen Besatzungsmacht gemäß dem Potsdamer Abkommen zusammen mit der südlichen Hälfte Ostpreußens unter polnische Verwaltung gestellt. Soweit die deutschen Bewohner des Kreisgebiets nicht geflohen waren, wurden sie in der Folgezeit von den örtlichen polnischen Verwaltungsbehörden aus dem Kreis Rastenburg vertrieben.

## Einwohnerentwicklung
| Jahr | Einwohner | Quelle |
| ---- | --------- | ------ |
| 1800 | 71.281    | [ 7 ]  |
|      |           |        |
| 1818 | 27.112    | [ 8 ]  |
| 1846 | 38.002    | [ 9 ]  |
| 1871 | 42.497    | [ 10 ] |
| 1890 | 43.330    | [ 11 ] |
| 1900 | 46.142    | [ 11 ] |
| 1910 | 47.197    | [ 11 ] |
| 1925 | 52.277    | [ 11 ] |
| 1933 | 52.640    | [ 11 ] |
| 1939 | 53.860    | [ 11 ] |

## Politik

### Landräte
- 1752–175600Friedrich Gottfried von der Groeben[12]
- 1757–177700Johann Georg von der Groeben[12]
- 1777–178000Friedrich Leopold von der Goltz[12]
- 1782–178900Christoph Wilhelm von Boyen[12]
- 1789–180600August Leopold von der Goltz[12]
- 1808–180800Johann Karl von Wiersbitzki (interimistisch)[13]
- 1810–184100Friedrich Leopold von Stechow[14]
- 1841–185100Went Botho Elimar zu Eulenburg
- 1851–185600Ferdinand von der Trenck (1803–1868)
- 1856–186700Ehrhard von Queis (1804–1867)
- 1867–188500Ehrhard von Queis (1830–)
- 1885–188700Heinrich Maurach (1854–1904)
- 1887–189500Ferdinand von der Trenck (1841–1895)
- 1895–191200Hilmar Schmidt von Schmidtseck (1863–1912)
- 1912–193400Dodo zu Innhausen und Knyphausen (1877–1967)
- 1935–193900Wilhelm Friedrich Schulz († 1945)
- 1939–000000Bourwieg (vertretungsweise)

### Wahlen
Im Deutschen Kaiserreich bildete der Kreis Rastenburg zusammen mit den Kreisen Gerdauen und Friedland den Reichstagswahlkreis Königsberg 10.

### Kommunalverfassung
Der Kreis Rastenburg gliederte sich in Städte, in Landgemeinden und bis zu deren Wegfall im Jahre 1928 in Gutsbezirke. Mit Einführung des preußischen Gemeindeverfassungsgesetzes vom 15. Dezember 1933 gab es ab dem 1. Januar 1934 eine einheitliche Kommunalverfassung für alle Gemeinden. Mit Einführung der Deutschen Gemeindeordnung vom 30. Januar 1935 trat zum 1. April 1935 die im Deutschen Reich gültige Kommunalverfassung in Kraft, wonach die bisherigen Landgemeinden nun als Gemeinden bezeichnet wurden. Diese waren in Amtsbezirken zusammengefasst. Eine neue Kreisverfassung wurde nicht mehr geschaffen; es galt weiterhin die Kreisordnung für die Provinzen Ost- und Westpreußen, Brandenburg, Pommern, Schlesien und Sachsen vom 19. März 1881.

## Gemeinden
Zum Ende seines Bestehens im Jahre 1945 gehörten zum Kreis Rastenburg drei Städte und 76 Landgemeinden:
| - Alt Rosenthal - Babziens - Bannaskeim - Barten, Stadt - Bäslack - Baumgarten - Blaustein - Borschenen - Bürgersdorf - Dönhofstädt - Drengfurth, Stadt - Freudenberg - Fürstenau - Glaubitten - Godocken - Groß Galbuhnen - Groß Köskeim - Groß Neuhof - Groß Winkeldorf - Gudnick | - Heiligelinde - Jäglack - Jankenwalde - Kaltwangen - Kamplack - Karschau - Kemlack - Korschen - Kotittlack - Krausendorf - Kremitten - Lablack - Lamgarben - Langheim - Laxdoyen - Marienthal - Meistersfelde - Modgarben - Muhlack - Neu Rosenthal | - Neuendorf - Paaris - Partsch - Pastern - Plehnen - Podlacken - Podlechen - Pohiebels - Pötschendorf - Prangenau - Prassen - Pülz - Rastenburg, Stadt - Rodehlen - Salzbach - Sansgarben - Sausgörken - Scharfs - Schlömpen - Schönfließ | - Schrankheim - Schülzen - Schwarzstein - Seeligenfeld - Spiegels - Stettenbruch - Sußnick - Taberwiese - Tolksdorf - Wehlack - Weischnuren - Weitzdorf - Wendehnen - Wenden - Widrinnen - Wilkendorf - Wolfshagen - Woplauken - Zandersdorf |

Vor 1945 aufgelöste Gemeinden
- Adlig Rodehlen, 1894 zu Rodehlen
- Bärenwinkel, am 30. September 1928 zu Laxdoyen
- Dombehnen, am 30. September 1928 zu Rodehlen
- Drengfurth, Vorstadt, am 1. April 1938 zu Drengfurth
- Groß Blaustein, am 30. September 1928 zu Blaustein
- Groß Bürgersdorf, am 30. September 1928 zu Bürgersdorf
- Groß Langwalde, am 30. September 1928 zu Glaubitten
- Groß Schrankheim, am 30. September 1928 zu Schrankheim
- Groß Wolfsdorf, am 30. September 1928 zu Dönhofstädt
- Heinriettenhof, am 30. September 1928 zu Wendehnen
- Klein Kemlack, am 30. September 1928 zu Kemlack
- Köllmisch Rodehlen, 1894 zu Rodehlen
- Leunenburg, 1890 zum Gutsbezirk Prassen
- Oberteich, am 30. September 1928 zu Prassen
- Petermanns, am 1. April 1939 zu Rodehlen
- Platlack, am 30. September 1928 zu Petersmanns
- Rawlack, am 1. April 1930 zu Wehlack
- Sawadden, 1938 bis 1945 Schwaden, am 1. Oktober 1938 zu Paßlack, Landkreis Bartenstein (Ostpr.)
- Scharkeim, am 30. September 1928 zu Kremitten
- Spieglowken, am 30. September 1928 zu Spiegels
- Wormen, 1893 zum Gutsbezirk Wormen
- Wotterkeim, am 1. April 1931 zu Langheim

## Ortsnamen
Im Jahre 1938 wurden zahlreiche Orte in Ostpreußen aus politisch-ideologischen Gründen der Abwehr fremdländisch klingender Ortsnamen umbenannt:
- Sawadden, ab 1938 Schwaden (1938 zum Kreis Bartenstein (Ostpr.))
- Wolka, ab 1938 Spittel.

## Persönlichkeiten
- Arno Holz
- Adda von Königsegg